# Kirchenprovinz Ostpreußen
Die Kirchenprovinz Ostpreußen war eine Verwaltungseinheit der Evangelischen Kirche der altpreußischen Union (APU). Sie entstand 1817 und existierte bis 1945. Zuletzt gehörten ihr etwa zwei Millionen evangelische Christen in der Provinz Ostpreußen an. Die Kirchenprovinz Ostpreußen ist eine der Kirchenprovinzen der APU (neben der 1923 gebildeten Kirchenprovinz Grenzmark Posen-Westpreußen und dem Landessynodalverband der Freien Stadt Danzig mit Provinzialstatus), die 1945 untergingen und sich nicht zu eigenständigen Landeskirchen wandeln konnten.

## Geschichte

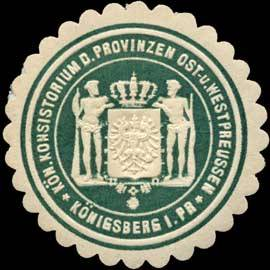
Siegelmarke des Königlichen Konsistoriums für die Provinzen Ostpreußen und Westpreußen, in Gebrauch von 1831 (Auflösung des Konsistoriums Danzig) und 1886 (Wiedergründung des Konsistoriums Danzig)

Die Einführung der Reformation stellte die wichtigste Legitimationsgrundlage für die Gründung des Herzogtums Preußen 1525 dar. Obwohl jetzt Staatskirche, wurde die vorreformatorische Organisationsstruktur im Kern vorerst beibehalten. Deshalb gliederte sich das Herzogtum Preußen in die beiden lutherischen Bistümer Pomesanien und Samland. Da das Fürstbistum Ermland als Staat katholisch geblieben war, die ermländische Diözese aber darüber hinaus auch Teile des Herzogtums Preußen umfasste, wurden diese Teile (im Kern also die Landschaften Natangen und Barten) dem nunmehr lutherischen Bistum Samland angeschlossen. 1577 wurde der Bischof von Pomesanien Johannes Wigand zusätzlich Bischof von Samland. Nach seinem Tod 1587 ging die Bischofswürde in Preußen ein. Die bisherige Diözesanverwaltung des Bistums Samland wurde in das Samländische Konsistorium Königsberg umgewandelt, die bisherige Diözesanverwaltung von Pomesanien wurde das Pomesanische Konsistorium in Saalfeld in Preußen. 
Seit 1701 war der nunmehrige König in Preußen summus episcopus. Friedrich I. forderte mit absolutistischer Macht eine strenge Kirchenzucht. Beeinflusst vom Pietismus richtete sich das Kirchenregiment auch gegen weltliche Ausschweifungen der Pfarrerschaft. Bis dahin war es nicht unüblich, dass Pfarrer durch berufliche Nebentätigkeiten beansprucht waren. Auch im armen Masuren setzten die Kirchenbehörden nun ihre moralischen Vorstellungen durch. 1702 verbot ein Edikt etwa dem Lycker Erzpriester Joachim Columbus in dessen eigenem Krug gewerblich Alkohol auszuschenken.
Georg Friedrich Rogall gründete 1728 an der Albertina das Polnische Seminar, um den Polnischunterricht der künftigen Seelsorger Masurens zu verbessern. Ebenfalls auf Initiative Rogalls entstand 1732 ein neues polnisches Gesangbuch für Masuren auf der Grundlage des Königsberger Drucks von 1684. Bereits 1731 war die Kirchenagende ins Polnische übersetzt worden. Dass die Kirchensprache Masurens fast ausschließlich Polnisch war, belegen auch die Visitationsberichte.
1750 richtete der Monarch das Evangelische Konsistorium (Berlin) ein, dem nunmehr alle lutherischen Kirchen in der Monarchie unterstanden. Im Zuge dieser Vereinheitlichung wurden beide Konsistorien 1751 zu einem für das ganze ehemalige Herzogtum Preußen (also das spätere Ostpreußen) mit Sitz in Königsberg umgewandelt. Deutschsprachige reformierte Gemeinden unterstanden von 1713 bis 1808 dem Kirchendirektorium zu Berlin.
Nach der Annexion Preußens königlichen Anteils durch das Königreich Preußen wurde daraus die Provinz Westpreußen gebildet. Die dortige lutherischen Kirchengemeinden unterstanden zunächst dem Konsistorium in Königsberg, für die Reformierten war das Kirchendirektorium zuständig. Ab 1809 unterstanden die Reformierten ebenfalls dem Oberkonsistorium, das seit 1750 schon ein reformiertes Mitglied hatte. 1814 wurde für Westpreußen das Konsistorium Danzig gebildet, in das auch Vertreter des bisherigen für Danzigs lutherische Kirchengemeinden zuständigen Geistlichen Ministeriums berufen wurden.

### 19. Jahrhundert
Nach den neuen Grenzziehungen beim Wiener Kongress wurden 1815 zehn preußische Provinzen gegründet und in jeder auch das Kirchenwesen nach festem Schema geordnet. In jeder Provinzhauptstadt wurde ein Konsistorium errichtet, das für Kirchen- und Schulfragen zuständig war (1825 wurden eigenständige Provinzialschulkollegien ausgegliedert). Das westpreußische Konsistorium war in Danzig, das ostpreußische in Königsberg ansässig. Nachdem die politischen Provinzen Ost- und Westpreußen 1829 vereinigt worden waren, wurden auch die Kirchenprovinzen zur Kirchenprovinz Preußen vereinigt.
Das Konsistorium Danzig wurde 1831 wieder aufgelöst und seine Aufgaben an dasjenige in Königsberg übertragen,. Ludwig Ernst von Borowski, der schon seit 1812 den Titel eines Generalsuperintendenten führte, nahm bis zu seinem Tod 1831 die 1829 neu geschaffene Funktion des Generalsuperintendenten der Kirchenprovinz wahr. Der erneuten Trennung der politischen Provinzen mit Wirkung ab 1. April 1878 folgte auch die Ausgliederung der Kirchenprovinz Westpreußen. 1883 wurde Emil Taube als Generalsuperintendent für Westpreußen ernannt, der seinen Sitz 1886 von Königsberg nach Danzig verlegte, als dort das Konsistorium wieder begründet wurde. Die Kirchenprovinz Ostpreußen trug seitdem wieder ihren früheren Namen.

### Veränderungen ab 1920
Mit der Veränderung der ostpreußischen Provinzialgrenzen 1920 (Abtretung des Völkerbundmandats des Memelgebiets und des südwestlichen Teils des Kreises Neidenburg um die Stadt Soldau) und 1923 (Angliederung des Regierungsbezirks Westpreußen) änderte sich auch das Gebiet der Kirchenprovinz. Die evangelischen Kirchengemeinden im Regierungsbezirk Westpreußen wurden Teil der Kirchenprovinz, diejenigen im Soldauer Gebiet traten der Unierten Evangelischen Kirche in Polen bei.
Die evangelischen Gemeinden im Memelgebiet kamen durch Annexion 1924 an Litauen. Das im Rahmen der Autonomie gewählte memelländische Landesdirektorium (Landesregierung), angeführt von Landesdirektor Viktoras Gailius, und die Evangelische Kirche der altpreußischen Union (APU), geleitet von Präses Johann Friedrich Winckler, schlossen am 31. Juli 1925 das Abkommen betr. die evangelische Kirche des Memelgebietes, demnach die evangelischen Kirchengemeinden des Memellandes aus der Kirchenprovinz Ostpreußen ausschieden und einen eigenen Landessynodalverband mit eigenem Konsistorium innerhalb der APU bildeten. Nach Kirchenwahlen 1926 nahm das evangelische Konsistorium in Memel 1927 seine Arbeit auf und das geistliche Oberhaupt im Memelland war zunächst Franz Gregor und ab 1933 Otto Obereigner.
Der preußische Staatskommissar August Jäger setzte Ostpreußens Generalsuperintendenten Paul Gennrich 1933 ab. Nach deutschchristlicher Beseitigung der presbyterialen Selbstverwaltung und Aushebelung der altpreußischen Kirchenordnung von 1922 wurde der Reichspropagandaleiter und Mitbegründer der Glaubensbewegung Deutsche Christen, Pfarrer Fritz Kessel von St. Nikolai in Berlin-Spandau, am 5. Oktober 1933 als Bischof von Königsberg für die Kirchenprovinz Ostpreußen eingesetzt. Im Herbst 1935 wurde er entmachtet, bevor er 1936 emeritiert wurde. Der ostpreußische Provinzialkirchenausschuss versuchte von 1935 bis 1937 – letztlich vergebens – die verfeindeten Kirchenparteien zusammenzubringen.

### Heutige Nutzung der Kirchengebäude
Die großen Kirchen aus der Zeit des Deutschen Ordens (wie in Angerburg, Preußisch Holland und Rastenburg), die in deutscher Zeit evangelisch waren, sind heute alle katholisch. Die evangelische Ordenskirche in Landsberg ist heute ukrainisch-katholisch. Von den kleinen einst evangelischen Kirchen aus der Ordenszeit bildet die Marienfelder Kirche eine Ausnahme; denn sie ist anders als die anderen Kirchen aus der Ordenszeit unverändert evangelisch. Die kleinen evangelischen Kirchen im einstigen Ostpreußen, in denen heute noch evangelisch gepredigt wird – wie in Lötzen, Sorquitten, Sensburg, Nikolaiken, Allenstein oder Langgut (Łęguty) oder die Baptistenkapelle in Lyck – sind durchweg nicht aus der Ordenszeit.

## Generalsuperintendenten

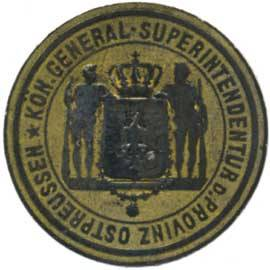
Siegelmarke der Generalsuperintendentur für die Provinz Ostpreußen (1883–1918)

Mit der Kabinettsorder vom 14. Mai 1829 wurden in allen Provinzen Generalsuperintendenten eingeführt. In Ostpreußen gab es schon vorher den Titel eines Generalsuperintendenten, der aber nicht die Funktion ab 1829 bezeichnete.

### Kirchenprovinz Preußen
- 1812–1831: Ludwig Ernst von Borowski
- 1831–1835: Ludwig August Kähler
- 1835–1859: Ernst Sartorius
- 1860–1878: Karl Bernhard Moll
- 1879–1883: Gustav Carus

### Kirchenprovinz Ostpreußen
- 1883–1889: Gustav Carus
- 1890–1894: Franz Karl Hermann Poetz
- 1894–1912: Karl Johann Christian Braun
- 1912–1917: Hans Schöttler
- 1917–1933: Paul Gennrich (von August Jäger abgesetzt)
- 1933–1936: Fritz Kessel (als Provinzialbischof)
- 1936–1945: Vakanz

### Landessynodalverband Memelgebiet
- 1927–1933: Franz Gregor (Wogau, Kr. Pr.-Eylau, 24. Juli 1867 – 27. Mai 1947, Walsrode), zuvor Superintendent des Kirchenkreises Memel
- 1933–1944: Otto Obereigner (Königsberg in Pr., 20. September 1884 – 18. Oktober 1971, Bad Schwartau), zuvor Superintendent des Kirchenkreises Pogegen,[A 5] nach 1945 Pastor der Landeskirche Eutin.

## Konsistorialpräsidenten
- 1824–1842: Theodor von Schön (als Oberpräsident)
- 1843–0000: Heinrich zu Dohna-Wundlacken
- 1843–1846: Carl Wilhelm von Bötticher (als Oberpräsident)
- 1846–1848: Theodor Ludwig Bessel
- 1848–1849: Rudolf von Auerswald (als Oberpräsident)
- 1849–1850: Eduard von Flottwell (als Oberpräsident)
- 1850–1868: Franz August Eichmann (als Oberpräsident)
- 1868–1874: Karl Bernhard Moll (neben seinem Amt als Generalsuperintendent)
- 1874–1882: Julius Eduard Ballhorn
- 1883–1885: Ludwig Ferdinand Hermann Siehr
- 1886–1904: Albert von Dörnberg
- 1905–1923: Bernhard Kähler
- 1925–1934: Willi Kramer
- 1934–1938: Walther Tröger
- 1938–1941: Arthur von Boehmann
- 1941–1942: Walter Heyer
- 1942–1945: Heinz Gefaeller

## Provinzialsynoden
Ab 1875 hatten auch die östlichen Kirchenprovinzen der preußischen Landeskirche Provinzialsynoden, die bei der Gestaltung des kirchlichen Lebens mitbestimmten. Nachdem 1918 das landesherrliche Kirchenregiment geendet hatte, wurden die Synoden die obersten beschlussfassenden Gremien. Deren Mitglieder, die Synodalen, wurden auf sechs Jahre von den Kirchenkreisen gewählt. Die Aufgabe der Synode ähnelte der von politischen Parlamenten. Den Vorsitz der Synode führte der Präses.
Die Protokolle ihrer Verhandlungen wurden als Druckschrift veröffentlicht.
- Verhandlungen der vierzehnten Provinzialsynode für Ostpreußen 1914 Digitalisat
- Verhandlungen der fünfzehnten Provinzialsynode für Ostpreußen 1917 Digitalisat

### Präsides der Synode
- 1869–0000: Erdmann, Superintendent (außerordentliche Provinzialsynode)
- 1875–0000: Kessler, Landgerichtspräsident
- 1876–1882: Wilhelm Schrader (Pädagoge), Provinzialschulrat
- 1893–1900: Philipp Zorn, Staatsrechtler
- 1902–1916: Richard zu Dohna-Schlobitten, Gutsbesitzer und Politiker
- 1917–1919: Emanuel Graf zu Dohna-Schlobitten, Gutsbesitzer
- 1921–1933: Friedrich von Berg, Oberpräsident a. D.
- 1933–1934: Erich Koch, Oberpräsident und Gauleiter

## Kirchenkreise
Die Kirchenprovinz war in lutherische Kirchenkreise untergliedert. Ein Kirchenkreis war in der Regel mit einem Landkreis räumlich deckungsgleich. Eine Ausnahme war der Kirchenkreis Ermland, der das Gebiet von fünf Landkreisen umfasste. Der Reformierte Kirchenkreis umfasste reformierte Gemeinden in ganz Ostpreußen. Jeder Kirchenkreis war in der Regel mit dem Amtsbezirk eines Superintendenten identisch, der amtlich Diözese genannt wurde. Die Kirchenkreise Königsberg-Land, Mohrungen, Ortelsburg, Osterode, Preußisch Eylau und Tilsit-Ragnit waren dagegen in jeweils zwei Diözesen unterteilt.
| Kirchenkreis                                                              | Zugehörige Kirchengemeinden |
| ------------------------------------------------------------------------- | --- |
| Angerburg                                                                 | Angerburg (Pfarrkirche), Benkheim, Buddern, Engelstein, Kruglanken, Kutten, Olschöwen (1938–1945: Kanitz), Possessern (1938–1945: Großgarten), Rosengarten-Doben, Anstaltskirchengemeinde Bethesda in Angerburg |
| Darkehmen (1938–1945 Kirchenkreis Angerapp)                               | Ballethen, Darkehmen (1938–1946 Angerapp), Dombrowken (1938–1946 Eibenburg), Groß-Karpowen (1938–1946 Karpauen), Kleszowen (1938–1946 Kleschauen), Rogahlen (1938–1945 Gahlen), Szabienen/Schabienen (1938–1945 Lautersee), Trempen, Wilhelmsberg |
| Elbing                                                                    | Elbing/Heilige Drei Könige, Elbing/Heiliger Leichnam, Elbing / St. Annen, Elbing / St. Marien, Elbing / St. Paulus, Lenzen, Neuheide, Neukrug, Pomehrendorf, Preußisch-Mark, Pröbbernau, Trunz |
| Ermland                                                                   | Diözese Allenstein: Allenstein, Bischofsburg, Bischofstein, Neu Bartelsdorf, Rößel, Seeburg, Wartenburg. Diözese Braunsberg: Braunsberg – Alt Passarge, Frauenburg, Guttstadt, Heilsberg, Mehlsack, Regerteln, Wormditt |
| Fischhausen                                                               | Alt Pillau (Pillau II), Cumehnen/Kumehnen, Fischhausen, Germau, Heiligenkreutz mit Groß Kuhren (ab 1913), Lochstädt, Medenau mit Groß Heydekrug (1939–1946: Großheidekrug) (ab 1929), Palmnicken (ab 1906), Pillau (Pillau I), Pobethen, Sankt Lorenz mit Rauschen (ab 1929), Thierenberg, Wargen, Zimmerbude |
| Friedland (1927–1945: Kirchenkreis Bartenstein)                           | Auglitten-Schönwalde, Stadtkirche und Johanniskirche Bartenstein, Böttchersdorf-Allenau, Deutsch Wilten-Georgenau-Klingenberg, Domnau, Falkenau, Friedland (Ostpreußen), Gallingen, Groß Schwansfeld, Klein Schönau, Schippenbeil, Schönbruch, Stockheim |
| Gerdauen                                                                  | Assaunen, Friedenberg, Gerdauen, Groß Schönau–Lindenau, Klein Gnie, Laggarben-Dietrichsdorf, Löwenstein, Molthainen (1938–1945: Molteinen), Momehnen, Muldszen/Muldschen (1938–1946: Mulden), Nordenburg |
| Goldap                                                                    | Dubeningken (1938–1946 Dubeningen), Gawaiten (1938–1946 Herzogsrode), Goldap (Alte und Neue Kirche), Grabowen, Groß Rominten (1938–1946 Hardteck), Gurnen, Szittkehmen (1936–1938 Schittkehmen, 1938–1946 Wehrkirchen), Tollmingkehmen (1938–1946 Tollmingen) |
| Gumbinnen                                                                 | Gerwischkehmen (1938–1946 Gerwen), Gumbinnen-Altstadt/Stadtkirche (mit Salzburger Kirche), Ischdaggen (1938–1946 Branden), Nemmersdorf, Niebudszen (1936–1938 Niebudschen, 1938–1946 Herzogskirch), Szirgupönen/Schirgupönen (1938–1946 Amtshagen), Walterkehmen (1938–1946 Großwaltersdorf) |
| Heiligenbeil                                                              | Balga, Bladiau, Brandenburg (Haff), Deutsch Thierau, Eichholz, Eisenberg, Grunau, Heiligenbeil, Hermsdorf-Pellen, Hohenfürst, Lindenau, Pörschken, Tiefensee, Waltersdorf, Zinten |
| Heydekrug (gehörte zwischen 1925 und 1939 zum Landessynodalverband Memel) | Heydekrug, Kinten, Paleiten, Paszsieszen, Ramutten, Ruß, Saugen, Werden, Wieszen |
| Insterburg                                                                | Aulowönen (1938–1946 Aulenbach), Berschkallen (1938–1946 Birken), Didlacken (1938–1946 Dittlacken), Georgenburg, Grünheide, Insterburg (Lutherkirche) mit Melanchthonkirche, Jodlauken (1938–1946 Schwalbental), Norkitten, Obehlischken (1938–1946 Schulzenhof), Pelleningken (1938–1946 Strigengrund), Puschdorf, Saalau |
| Johannisburg                                                              | Adlig Kessel, Arys, Bialla (1938–1945: Gehlenburg), Drygallen (1938–1945: Drigelsdorf), Eckersberg, Gehsen, Groß Rosinsko, Groß-Weissuhnen, Johannisburg, Kumilsko, Kurwien, Skarzinnen (1938–1945: Richtenberg), Turoscheln (1938–1945: Mittenheide), Wartenburg |
| Königsberg-Stadt                                                          | Altroßgarten, Altstadt, Dom- und Kathedralkirche, Friedenskirche, Haberberg, Juditten, Kalthof, Königin-Luise-Gedächtniskirche, Kreuzkirche, Löbenicht, Lutherkirche, Maraunenhof, Neuroßgarten, Ponarth, Quednau, Ratshof, Rosenau, Sackheim, Schloßkirche, Seligenfeld-Neuendorf, Steindamm, Tannenwalde, Tragheim |
| Königsberg-Land                                                           | Diözese Königsberg-Land I (Gemeinden südlich des Pregel): Borchersdorf, Groß Ottenhagen, Haffstrom, Lichtenhagen, Löwenhagen, Ludwigswalde, Mahnsfeld, Steinbeck Diözese Königsberg-Land II (Gemeinden nördlich des Pregel): Arnau, Cranz-Sarkau (Kurische Nehrung), Heiligenwalde, Laptau, Neuhausen, Postnicken, Powunden, Rossitten, Rudau, Schaaken, Schönwalde (siehe auch: Kunzen (Kurische Nehrung) von 1550 bis 1808) |
| Labiau                                                                    | Augstagirren (Groß Baum), Gilge-Agilla/Juwendt (1938–1946 Möwenort), Groß Legitten, Kaymen (1938–1946 Kaimen), Labiau, Laukischken, Lauknen (1938–1946 Hohenbruch (Ostpr.)), Mehlauken (1938–1946 Liebenfelde (Ostpr.)), Popelken (1938–1946 Markthausen), Sussemilken (1938–1946 Friedrichsrode (Ostpr.)) |
| Lötzen                                                                    | Groß Stürlack, Königshöhe, Lötzen, Milken, Neuhoff, Orlowen (1938–1945: Adlersdorf), Rhein, Rydzewen (1927–1945: Rotwalde), Widminnen |
| Lyck                                                                      | Baitkowen (1938–1945: Baitenberg), Borszymmen (1936–1938: Borschymmen, 1938–1945: Borschimmen)/Prawdzisken (1934–1945: Reiffenrode), Grabnick, (Neu) Jucha (1938–1945: Fließdorf), Kallinowen (1938–1945: Dreimühlen), Klaussen, Lyck, Ostrokollen (Prostken), Pissanitzen (1926–1945: Ebenfelde), Stradaunen, Wischniewen (1938–1945: Kölmersdorf) |
| Marienburg                                                                | Altfelde, Fischau, Katznase, Marienburg, Stalle, Thiensdorf |
| Marienwerder                                                              | Altmark, Christburg, Garnsee, Groß-Krebs, Groß-Nebrau, Groß-Tromnau, Lichtfelde, Losendorf, Marienwerder, Niederzehren, Rehhof, Sedlinen, Stuhm |
| Memel (gehörte zwischen 1925 und 1939 zum Landessynodalverband Memel)     | Dawillen, Deutsch Crottingen, Kairinn, Karkelbeck, Memel-Stadt / St. Johannis, Memel-Land / St. Jacobus, Memel / Reformierte Kirche, Nidden (Kurische Nehrung), Plicken, Prökuls, Schwarzort (siehe auch: Karwaiten (Kurische Nehrung) 1740–1795) |
| Mohrungen                                                                 | Diözese Mohrungen: Eckersdorf, Groß Samrodt, Groß Wilmsdorf-Seegertswalde, Herzogswalde-Waltersdorf, Kahlau-Hagenau, Liebstadt, Mohrungen, Reichau, Silberbach, Sonnenborn-Venedien. Diözese Saalfeld: Altstadt, Groß Arnsdorf, Alt Christburg, Jäskendorf, Liebwalde – Preußisch Mark, Miswalde, Saalfeld, Schnellwalde, Groß Simnau, Weinsdorf |
| Neidenburg                                                                | Groß Gardienen, Groß Schläfken, Jedwabno (1938–1945: Gedwangen), Kandien, Klein Koslau (1938–1945: Kleinkosel), Lahna, Malga, Muschaken mit Puchallowen (1936–1945: Windau), Neidenburg, Neuhof, Saberau, Scharnau, Skottau–Thalheim Ab 1. Januar 1910: Kirchenkreis Soldau: Bialutten, Borchersdorf, Groß Koschlau, Heinrichsdorf, Narzym, Soldau, Usdau-Sczuplienen |
| Niederung/Elchniederung, Sitz: Heinrichswalde                             | Gowarten, Groß Friedrichsdorf, Heinrichswalde, Inse, Kallningken (1938–1946: Herdenau), Karkeln, Kaukehmen (1938–1946: Kuckerneese), Lappienen (1938–1946: Rauterskirch), Neukirch (fr. Joneykischken), Schakuhnen (1938–1946: Schakendorf (Ostpr.)), Seckenburg (fr. Groß Kryszahnen), Skaisgirren (1938–1946: Kreuzingen), Skören |
| Oletzko (Marggrabowa) (1928–1945 Kirchenkreis Treuburg)                   | Czychen (1938–1945: Bolken), Gonsken (1938–1945: Herzogskirchen), Mierunsken−Sczeczinken/Eichhorn, Groß Czymochen (1928–1945: Reuß), Schareyken (1938–1945: Schareiken), Schwentainen, Marggrabowa (Oletzko) (1928–1945: Treuburg), Wielitzken (1938–1945: Wallenrode) |
| Ortelsburg                                                                | - Superintendenturbezirk Ortelsburg: Flammberg (bis 1904: Opalenietz), Friedrichshof, Fürstenwalde, Groß Schiemanen, Liebenberg, Lipowitz (1933–1945: Lindenort), Ortelsburg, Gawrzialken (1928–1945: Wilhelmsthal), Willenberg - Superintendenturbezirk Passenheim: Groß Schöndamerau, Klein Jerutten-Schwentainen (1938–1945: Altkirchen), Kobulten, Mensguth, Passenheim, Puppen, Rheinswein, Theerwisch-Jablonken (1938–1945: Wildenau)                                                                                                   |
| Osterode                                                                  | Diözese Osterode: Döhlau, Groß Schmückwalde-Peterswalde, Kraplau-Döhringen, Leip, Liebemühl, Locken, Langgut, Marienfelde, Marwalde, Osterode (Landkirche) mit Arnau, Osterode (Stadtkirche). Diözese Hohenstein: Geierswalde-Groß Pötzdorf-Groß Kirchsteinsdorf-Reichenau, Gilgenburg-Heeselicht, Hohenstein, Kurken, Manchengut, Mühlen-Tannenberg, Rauschken, Seelesen-Waplitz, Wittigwalde |
| Pillkallen (1938–1946 Kirchenkreis Schloßberg)                            | Groß Schorellen (1938–1946 Adlerswalde), Groß Warningken (1938–1946: Steinkirch), Kussen, Lasdehnen (1938–1946: Haselberg), Mallwischken (1938–1946: Mallwen), Pillkallen (1938–1946 Schloßberg), Schillehnen (1938–1946: Schillfelde), Schirwindt, Willuhnen |
| Pogegen (gehörte zwischen 1925 und 1939 zum Landessynodalverband Memel)   | Koadjuthen, Laugszargen, Nattkischken, Piktupönen, Plaschken, Rucken, Schmalleningken, Szugken, Willkischken, Wischwill |
| Preußisch Eylau                                                           | Albrechtsdorf, Almenhausen-Abschwangen, Borken, Buchholz, Dollstädt, Eichhorn, Groß Peisten-Hanshagen, Guttenfeld, Jesau, Kanditten, Klein Dexen, Kreuzburg, Landsberg, Mühlhausen, Petershagen, Preußisch Eylau, Reddenau, Schmoditten, Stablack, Tharau, Uderwangen |
| Preußisch Holland                                                         | Blumenau/Königsblumenau-Heiligenwalde, Deutschendorf, Döbern, Groß-Thierbach-Quittainen, Grünhagen, Hermsdorf, Herrndorf-Schlobitten, Hirschfeld, Lauck-Ebersbach, Marienfelde, Mühlhausen, Neumark-Carwinden, Preußisch Holland, Reichenbach, Reichwalde, Rogehnen-Schönau-Zallenfelde, Schmauch, Schönberg |
| Rastenburg                                                                | Barten, Bäslack, Drengfurth, Groß Wolfsdorf-Dönhofstädt, Lamgarben, Langheim-Gudnick, Leunenburg-Korschen, Paaris, Rastenburg / Pfarrkirche (Deutsche Kirche), Rastenburg / Polnische Kirche, Schwarzstein, Schönfließ-Tolksdorf, Wenden, sowie: Anstaltsgemeinde der Carlshöfer Anstalten |
| Rosenberg                                                                 | Bellschwitz, Bischofswerder, Deutsch-Eylau, Finckenstein, Freystadt, Groß-Rohdau, Langenau, Raudnitz–Frödenau, Riesenburg, Riesenkirch, Rosenberg, Sommerau |
| Sensburg                                                                  | Alt Ukta-Rudczanny (1938–1945: -Niedersee), Aweyden mit Peitschendorf, Barranowen (1938–1945: Hoverbeck), Eichmedien, Nikolaiken, Ribben, Schimonken (1938–1945: Schmidtsdorf), Seehesten mit Bosemb (1938–1945 Bussen), Sensburg, Sorquitten, Warpuhnen |
| Stallupönen (1938–1946 Kirchenkreis Ebenrode)                             | Bilderweitschen (1938–1946 Bilderweiten), Enzuhnen (1938–1946 Rodebach), Eydtkuhnen (1938–1946 Eydtkau), Göritten, Kassuben-Soginten, Kattenau, Mehlkehmen (1938–1946 Birkenmühle), Pillupönen (1938–1946 Schloßbach), Stallupönen (1938–1946 Ebenrode) |
| Tilsit-Ragnit                                                             | Diözese Tilsit: Jurgaitschen (1938–1946: Königskirch), Neu Argeningken (1938–1946: Argenbrück), Pokraken, Tilsit (Deutsche Kirche) (Stadtkirche), Tilsit (Litauische Kirche) (Landkirche) Diözese Ragnit: Budwethen (1938–1946: Altenkirch), Groß Lenkeningken (1938–1946: Großlenkenau), Kraupischken (1938–1946: Breitenstein), Lengwethen (1938–1946: Hohensalzburg), Pokraken (1938–1946: Weidenau (Ostpr.)), Ragnit, Rautenberg, Szillen (1936–1946: Schillen), Trappönen (1938–1946: Trappen), Wedereitischken (1938–1946: Sandkirchen) |
| Wehlau                                                                    | Allenburg, Goldbach, Groß Engelau, Groß Schirrau, Grünhayn, Kremitten, Paterswalde, Petersdorf, Plibischken, Starkenberg, Tapiau, Wehlau, Anstaltsgemeinde: Allenberg. |
| Reformierter Kirchenkreis                                                 | Elbing-Preußisch Holland, Gumbinnen/Neustädtische Kirche/Französisch-reformiert, Insterburg, Judtschen/Französisch-reformiert (1938–1946 Kanthausen), Königsberg/Französisch-reformierte Kirche, Königsberg/deutsch-reformierte Burgkirche (deutsch-reformiert), Memel/Reformierte Kirche (bis 1920, 1939–1945), Neunischken (1938–1946 Neunassau), Pillau, Tilsit |

## Gesangbücher
In der Kirchenprovinz Ostpreußen war u. a. das folgende Gesangbuch in Gebrauch:
- Evangelisches Gesangbuch: Ausgabe für die Kirchenprovinz Ostpreußen. (Dieses Gesangbuch wurde auch in der Kirchenprovinz Grenzmark Posen-Westpreußen, im Landessynodalverbande Danzig und in der Unierten evangelischen Kirche in Polen eingeführt.) Herausgegeben vom Provinzialkirchenrat der Kirchenprovinz Ostpreußen namens des Provinzialsynodalverbandes, Wichern-Buchhandlung, Königsberg i.Pr. o. J. [um 1930].